# Kalenda

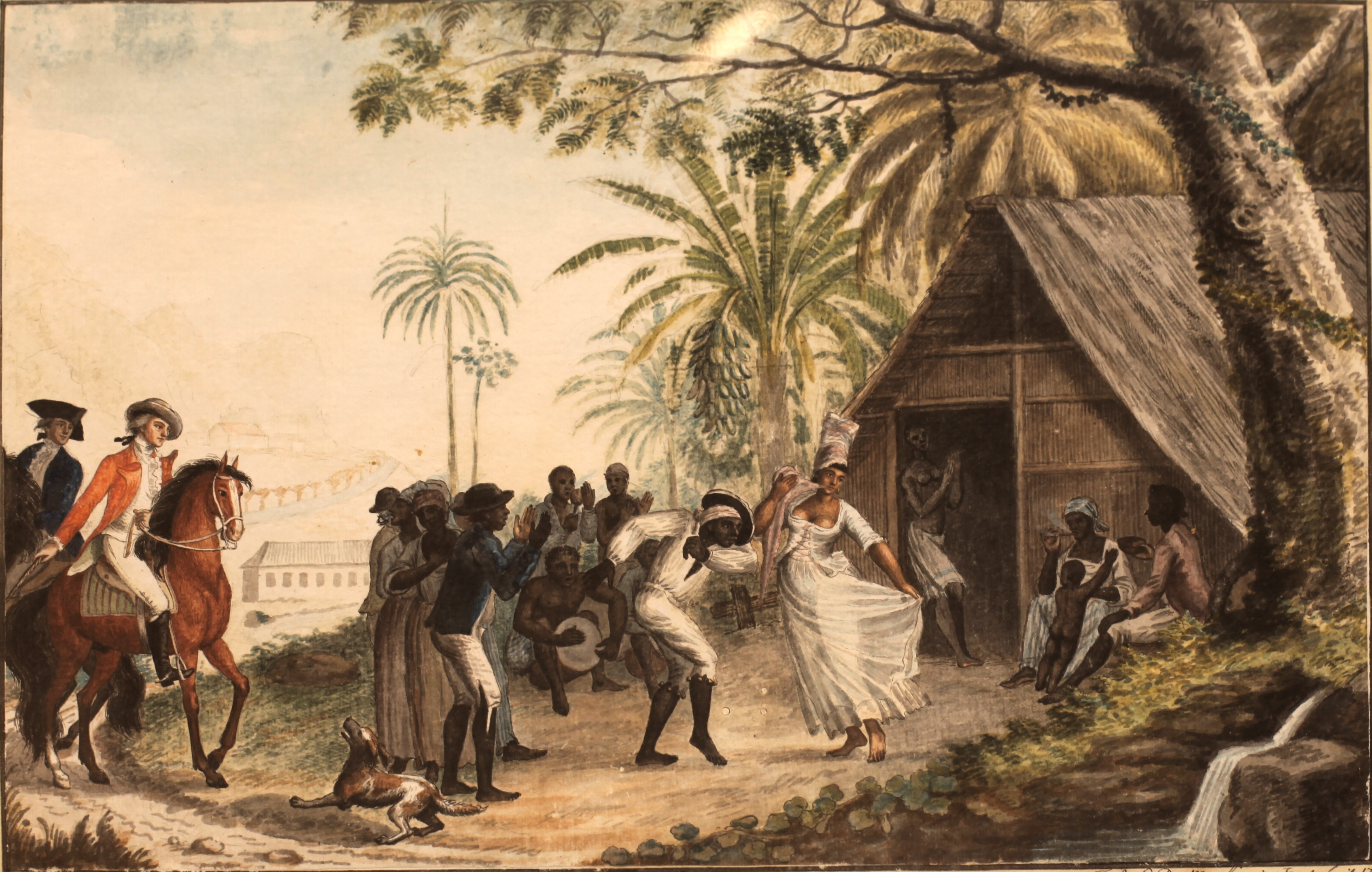
Kalenda

Kalenda es una lucha de origen africano con el uso de un palillo. Durante la colonización francesa, cuando Francia se dividió con España la isla de La Española situada en el Mar Caribe y por órdenes de la metrópoli los negros que fueron trasladados como esclavos al nuevo mundo principalmente a la actual Haití, fue entonces en este país donde nació este arte de combate y que todavía los nativos lo practican dentro del folclore popular. Este arte de origen haitiano se hizo conocer en los Estados Unidos a través de la ciudad portuaria de Nueva Orleans, a través de Guadalupe y Martinica, y que también es practicado.